# Podróż apostolska Jana Pawła II do Angoli i na Wyspy Świętego Tomasza i Książęcą
55. podróż apostolska Jana Pawła II odbyła się w dniach 4–10 czerwca 1992 roku. Papież Jan Paweł II odwiedził Angolę oraz Wyspy Świętego Tomasza i Książęcą.

## Przebieg pielgrzymki
- 4 czerwca 1992
  - powitanie na lotnisku w Luandzie
  - przemowa papieża skierowana do duchownych, osób związanych z Kościołem oraz wiernych
- 5 czerwca 1992
  - msza dla wiernych archidiecezji Huambo
  - msza dla wiernych archidiecezji Lubango
- 6 czerwca 1992
  - powitanie papieża na lotnisku w São Tomé
  - msza na placu przed parlamentem
  - przemowa skierowana do ludzi związanych z Kościołem w São Tomé
  - pożegnanie papieża na lotnisku
- 7 czerwca 1992 (Zesłanie Ducha Świętego)
  - msza w Luandzie
  - spotkanie z biskupami z Angoli i Wysp Świętego Tomasza i Książęcej
  - spotkanie z reprezentantami innych społeczności i wyznań
  - spotkanie z młodymi
- 8 czerwca 1992
  - msza na lotnisku w Kabindzie
  - przemowa do wiernych w M’banza-Kongo
- 9 czerwca 1992
  - msza w Bengueli
  - przemówienie do katechetów zebranych w katedrze w Bengueli
  - spotkanie z biskupami afrykańskimi
- 10 czerwca 1992
  - pożegnanie na lotnisku w Luandzie